# Луций Тиберий Клавдий Помпеян
Луций Тиберий Клавдий Помпеян (на латински: Lucius Tiberius Claudius Pompeianus) e политик и сенатор на Римската империя през 3 век. Правнук е по майчина линия на римския император Луций Вер.

## Биография
Помпеян произлиза от Антиохия на Оронт в Сирия и е син на Луций Аврелий Комод Помпеян (консул 209 г.), който е екзекутиран от Каракала (краяе 211/212). Брат е на Тиберий Клавдий Квинтиан (консул 235 г. и понтифекс). Внук е на Тиберий Клавдий Помпеян (консул 162 и 173 г.) и на Аврелия Луцила, дъщеря на римския император Луций Вер и Ания Луцила.
През 231 г. Помпеян е консул заедно с Тит Флавий Салустий Пелигниан.